# Malaga
Malaga (hiszp. Málaga, wym. [ˈmalaɰa]; fen. Malaka, łac. Malaca, arab. ‏مالقة‎ = Mālaqah) – miasto w południowej Hiszpanii, w regionie Andaluzja. Szóste co do wielkości miasto w Hiszpanii z liczbą ludności na poziomie 574 654 mieszkańców. Metropolia liczy 1 001 680 mieszkańców. Położona nad Morzem Śródziemnym, u podnóża Gór Betyckich. Jedno z najstarszych miast Europy, zamieszkane od VIII wieku p.n.e. Duży port handlowy i rybacki, kąpielisko na wybrzeżu Costa del Sol. Miejsce narodzin Pabla Picassa i Antonio Banderasa. W rankingu opublikowanym przez Globalization and World Cities Research Network, Malaga została sklasyfikowana w V kategorii (sufficiency level cities) miast o znaczeniu globalnym.

## Historia
W IX w. p.n.e. rozpoczęła się kolonizacja południowych wybrzeży Półwyspu Iberyjskiego przez Fenicjan z Tyru. Jako pierwszy powstał Kadyks (Gadir) – źródła literackie datują ten fakt na 1100 r. p.n.e., ale z badań archeologicznych wynika, że w rzeczywistości nastąpiło to między 800 a 775 r. p.n.e. Później powstawały kolejne fenickie kolonie: Sexi (dziś Almuñécar), Abdera (Abra) i wreszcie Malaka. Nazwa pochodziła prawdopodobnie od fenickiego słowa oznaczającego sól. W przypadku fenickich kolonii trudno jednak mówić o założeniu miasta. Były to raczej faktorie handlowe, zresztą w znacznym stopniu opierające się na zamieszkałej tu już wcześniej ludności iberyjskiej.
Równolegle z kolonizacją fenicką rozwijało się osadnictwo greckie. Półwysep Iberyjski pozostawał jednak terenem niejednorodnym politycznie, do czasu jego podboju przez Kartaginę. Po II wojnie punickiej i klęsce Kartaginy pod Zamą w 202 r. p.n.e. południowe wybrzeże Półwyspu Iberyjskiego przeszło we władanie Rzymu. Municipium Malacitanum było częścią tzw. Hispanii Ulterior, a od czasów Oktawiana Augusta – Betyki (łac. Hispania Baetica).
Panowanie Rzymian to okres gwałtownego rozwoju miasta. Malacitanum leżało na trasie tzw. Via Herculea lub później Via Augusta, czyli traktu łączącego Kadyks z Barceloną i dalej z Rzymem. To zapewniało miastu komunikację z innymi ważnymi osiedlami i katalizowało postęp ekonomiczny i kulturalny. To z tego okresu pochodzi teatr rzymski, który, choć niewielki, należy do najstarszych tego typu zabytków w Hiszpanii. Zachowały się również rzeźby, przechowywane dziś w miejscowym muzeum archeologicznym. Jednym z najciekawszych reliktów tej epoki jest jednak odnaleziona w 1851 r. brązowa tablica, na której zapisano Lex Flavia Malacitana, czyli statut definiujący Malacitanum jako miasto skonfederowane, o rozwiniętej samorządności.
W połowie VI w. Malaga, podobnie jak całe południowe wybrzeże półwyspu, przeszła we władanie Bizancjum Justyniana. Wraz z objęciem korony wizygockiej przez Leowigilda, rozpoczęła się ekspansja Wizygotów na południe. Malaga została zdobyta w 571 r. Ten okres to czas silnego konfliktu religijnego między rdzenną, katolicką ludnością, a ariańskimi Wizygotami. Przeciw arianizmowi występował Sewer, biskup Malagi. To pierwsza znana z imienia osoba związana z miastem. Konflikty zakończyły się wraz z koronacją syna Leowigilda – Rekkareda, który zdecydował o przejściu na katolicyzm.
W 711–712 Musa (muzułmański gubernator Afryki Północnej) i jego dowódca, berberyjski wyzwoleniec Tarik, przekroczyli Gibraltar i rozpoczęli muzułmańską inwazję Płw. Iberyjskiego. Malaga padła podczas wojennej ekspedycji syna Musy, Abd al-Aziza w 716, i od tego czasu aż do XV stulecia znajdowała się pod władaniem muzułmanów.
Ten czas to wielki rozkwit miasta, otoczonego murami z pięcioma dużymi bramami oraz licznymi przedmieściami. Malaga była wówczas najważniejszym portem na południowym wybrzeżu dzisiejszej Hiszpanii. Po rozpadzie kalifatu Umajjadów stała się stolicą niewielkiej taify pod panowaniem berberyjskiej dynastii Hammudi. W 1237 r., po upadku Almohadów, wraz z innymi miastami regionu dostała się we władanie grenadzkich Nasrydów i stała się stolicą jednej z trzech prowincji zwanych coras – Rajja. Królestwo zaludnione było wówczas przez muzułmanów i tzw. trybutariuszy, tj. ludność nieislamską, ale płacącą podatki. W Maladze szczególnie licznie reprezentowani byli genueńczycy, obdarzeni zresztą licznymi przywilejami. Miasto było wówczas centrum rzemiosła stoczniowego, tkactwa i handlu afrykańskim złotem.

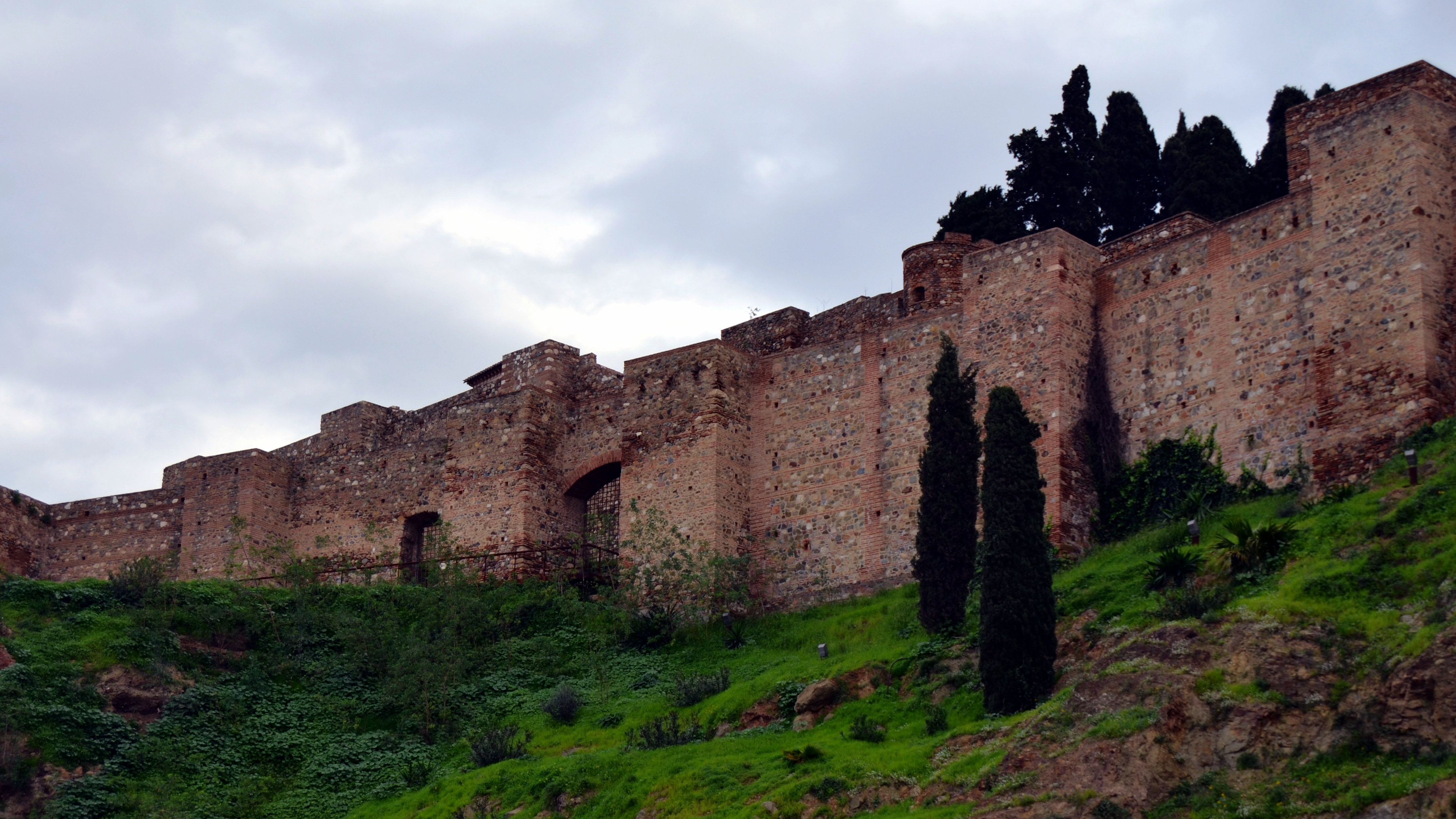
Mury miejskie Malagi, które w 1487 były szturmowane przez chrześcijan

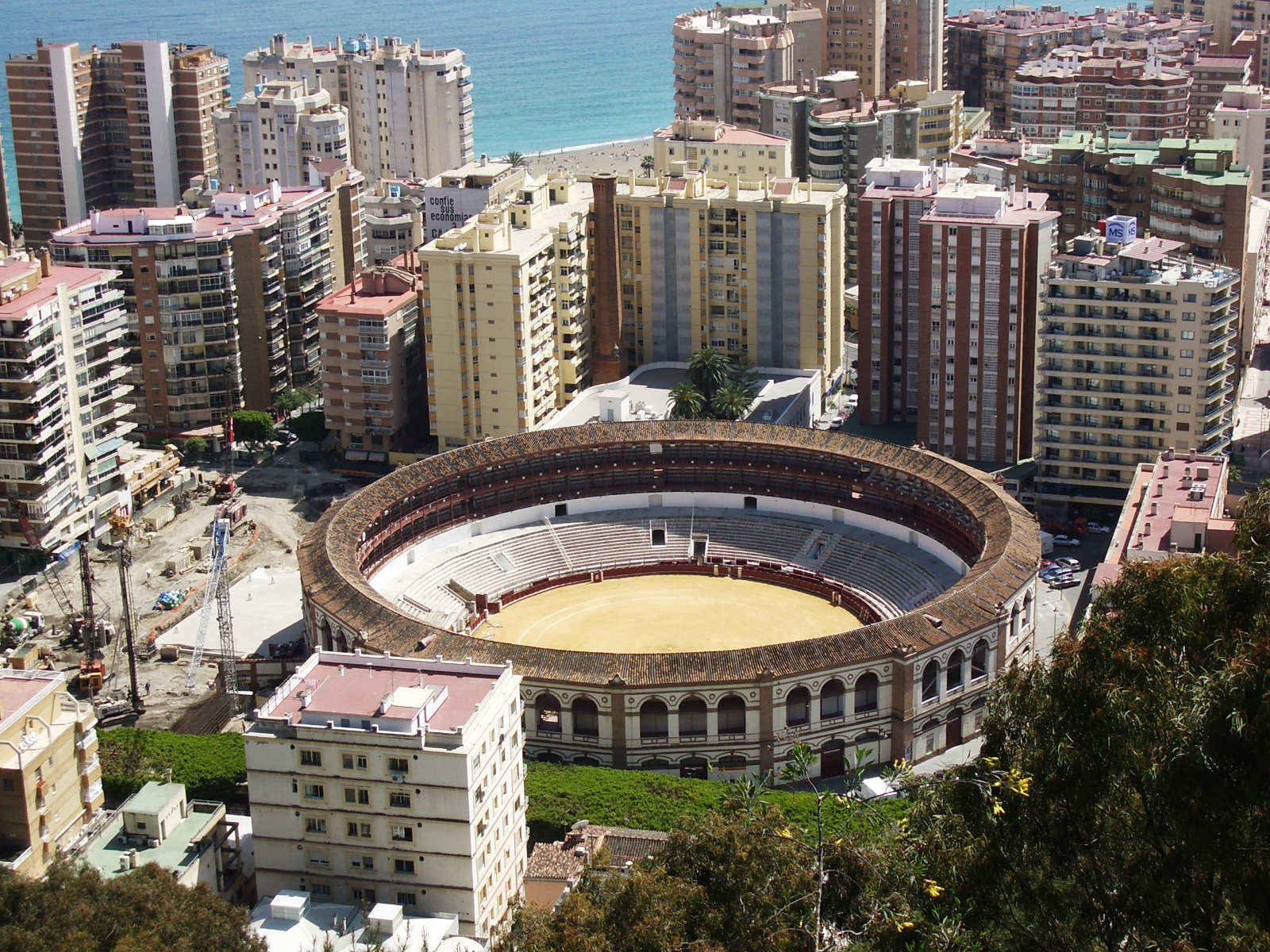
Arena corridy

Pod koniec XV w. katoliccy królowie Hiszpanii postanowili skończyć z muzułmańskim królestwem na Płw. Iberyjskim. Malaga upadła w 1487 r. W przeciwieństwie do innych, zdobytych wcześniej twierdz broniła się zaciekle, toteż po jej zdobyciu królowie wzięli do niewoli wszystkich żywych mieszkańców miasta. Pięć lat później padła Grenada i ta data uznawana jest za koniec rekonkwisty. Na pamiątkę zwycięstwa w Maladze wzniesiono klasztory de la Victoria (zwycięstwa) i de la Trinidad (Trójcy Św.).
Malaga katolicka pełniła ważną funkcję handlową po odkryciu Nowego Świata. W XVII w. rozpoczął się jednak powolny upadek miasta. Spory wpływ miało na to wygnanie Morysków po edykcie z 1609, a także epidemie oraz klęski żywiołowe, które regularnie nawiedzały miasto – głównie powodzie wywołane przez Guadalmedinę.
24 sierpnia 1704, podczas wojny o sukcesję hiszpańską doszło do bitwy morskiej pod Malagą.
14–15 października 1810, podczas wojen napoleońskich doszło do zwycięskiej obrony nieodległej twierdzy w Fuengiroli – 30 km na południowy zachód od Malagi wzdłuż wybrzeża, dowodzonej przez kpt. Franciszka Młokosiewicza siłami 4 Pułku Piechoty Księstwa Warszawskiego przed korpusem brytyjskim lorda Blayneya.
Kryzys zaczął przechodzić w XVIII stuleciu, a już w XIX rozpoczął się kolejny okres rozwoju miasta. Malaga szybko stała się jednym z najintensywniej rozwijających się miast Hiszpanii. Na zachodzie miasta powstały liczne zakłady przemysłowe, rozbudował się port, a w mieście osiedlili się liczni handlowcy z Kastylii i zagranicy. We wschodniej części miasta zbudowano wówczas liczne wille i hotele w stylu belle époque. W tym czasie Malaga, podobnie jak inne miasta Hiszpanii, była też jednak świadkiem burzliwych wystąpień przeciwko absolutystycznym rządom Ferdynanda VII. Na plaży pod miastem rozstrzelano w 1831 r. powstańca José Maríę Torrijosa i jego 52 towarzyszy. Koniec XIX w. to kolejny kryzys w historii miasta – zamykane były kolejne fabryki, okoliczne winnice dotknęła plaga filoksery. Miasto powoli zamierało. Dodatkowym ciosem były intensywne bombardowania Malagi przez siły frankistowskie podczas wojny domowej (1936–1939).
W latach 60. XX stulecia dzięki turystycznej modzie na Hiszpanię i Costa del Sol rozpoczął się kolejny rozkwit gospodarczy miasta.

## Klimat
Malaga znajduje się w strefie klimatu subtropikalnego typu śródziemnomorskiego, z bardzo łagodnymi zimami i długimi ciepłymi, częściowo gorącymi latami. Średnia roczna temperatura wynosi ponad 23 °C w dzień i 14 °C w nocy.
Średnia temperatura najchłodniejszych miesięcy – grudnia, stycznia i lutego wynosi 17,3 °C w dzień i 8,2 °C w nocy. W najzimniejszym miesiącu roku – styczniu, temperatury wynoszą zwykle od 12 do 20 °C w ciągu dnia, od 4 do 12 °C w nocy, a średnia temperatura morza wynosi prawie 16 °C. Opady śniegu, jak i mróz generalnie nie występują. Okres z letnimi temperaturami zaczyna się w kwietniu i trwa do listopada. Marzec pod względem temperatury i nasłonecznienia przypomina maj w Polsce. W najcieplejszym miesiącu roku – sierpniu, temperatury wynoszą zwykle od 26 do 34 °C w ciągu dnia, około 22 °C w nocy, a średnia dobowa temperatura morza wynosi 23,5 °C. Temperatury powyżej 30 °C występują w kilkudziesięciu dniach rocznie, standardowo w lipcu i sierpniu. Najwyższa odnotowana temperatura w mieście to 44,2 °C, która miała miejsce 18 lipca 1978 roku, natomiast najniższą zanotowaną temperaturą było −3,8 °C w nocy 4 lutego 1956 roku.
Malaga ma tylko nieco ponad 40 dni deszczowych rocznie przy opadach ≥1 mm, 60 dni deszczowych rocznie przy opadach ≥0,1 mm, ze średnią kilka dni deszczowych w miesiącu. Opady wahają się od bezdeszczowego lipca do 6–8 dni deszczowych w grudniu. Średnia roczna wilgotność wynosi 65%, od 58% w czerwcu do 72% w grudniu. Miasto ma ponad 2900 godzin czystej słonecznej pogody rocznie, od około 160 h (średnio 5,1 godziny dziennie, około 5 razy więcej niż w Polsce) w grudniu do 350 h (średnio 11,5 godzin czystego słońca na dobę) w lipcu.
| Miesiąc | Sty  | Lut  | Mar  | Kwi  | Maj  | Cze  | Lip  | Sie  | Wrz  | Paź  | Lis  | Gru  | Roczna |
| --- | ---- | ---- | ---- | ---- | ---- | ---- | ---- | ---- | ---- | ---- | ---- | ---- | ------ |
| Średnie temperatury w dzień [°C]                                                                                                | 16,8 | 17,7 | 19,6 | 21,4 | 24,3 | 28,1 | 30,5 | 30,8 | 28,2 | 24,1 | 20,1 | 17,5 | 23,3   |
| Średnie dobowe temperatury [°C]                                                                                                 | 12,1 | 12,9 | 14,7 | 16,3 | 19,3 | 23,0 | 25,5 | 26,0 | 23,5 | 19,5 | 15,7 | 13,2 | 18,5   |
| Średnie temperatury w nocy [°C]                                                                                                 | 7,4  | 8,2  | 9,8  | 11,1 | 14,2 | 18,0 | 20,5 | 21,1 | 18,8 | 15,0 | 11,3 | 8,9  | 13,7   |
| Opady [mm] | 69   | 60   | 52   | 44   | 20   | 6    | 0    | 6    | 20   | 57   | 100  | 100  | 534    |
| Średnia liczba dni z opadami | 5,8  | 4,8  | 4,0  | 4,5  | 3,1  | 0,8  | 0,1  | 0,5  | 2,1  | 4,4  | 5,6  | 6,6  | 42,3   |
| Wilgotność [%] | 69   | 68   | 67   | 63   | 59   | 58   | 58   | 61   | 65   | 70   | 71   | 72   | 65     |
| Średnie usłonecznienie [h] | 180  | 180  | 222  | 244  | 292  | 329  | 347  | 316  | 255  | 215  | 172  | 160  | 2905   |
| Źródło: Agencia Estatal de Meteorología (liczba dni z opadami dla wartości 1 mm, wysokość 5 m n.p.m., 2 km od morza, 1981–2010) |      |      |      |      |      |      |      |      |      |      |      |      |        |

| Sty  | Lut  | Mar  | Kwi  | Maj  | Cze  | Lip  | Sie  | Wrz  | Paź  | Lis  | Gru  | Rok  |
| ---- | ---- | ---- | ---- | ---- | ---- | ---- | ---- | ---- | ---- | ---- | ---- | ---- |
| 15,9 | 15,6 | 15,6 | 16,8 | 18,4 | 20,9 | 22,9 | 23,5 | 21,8 | 20,4 | 18,1 | 16,6 | 18,9 |

## Plaże

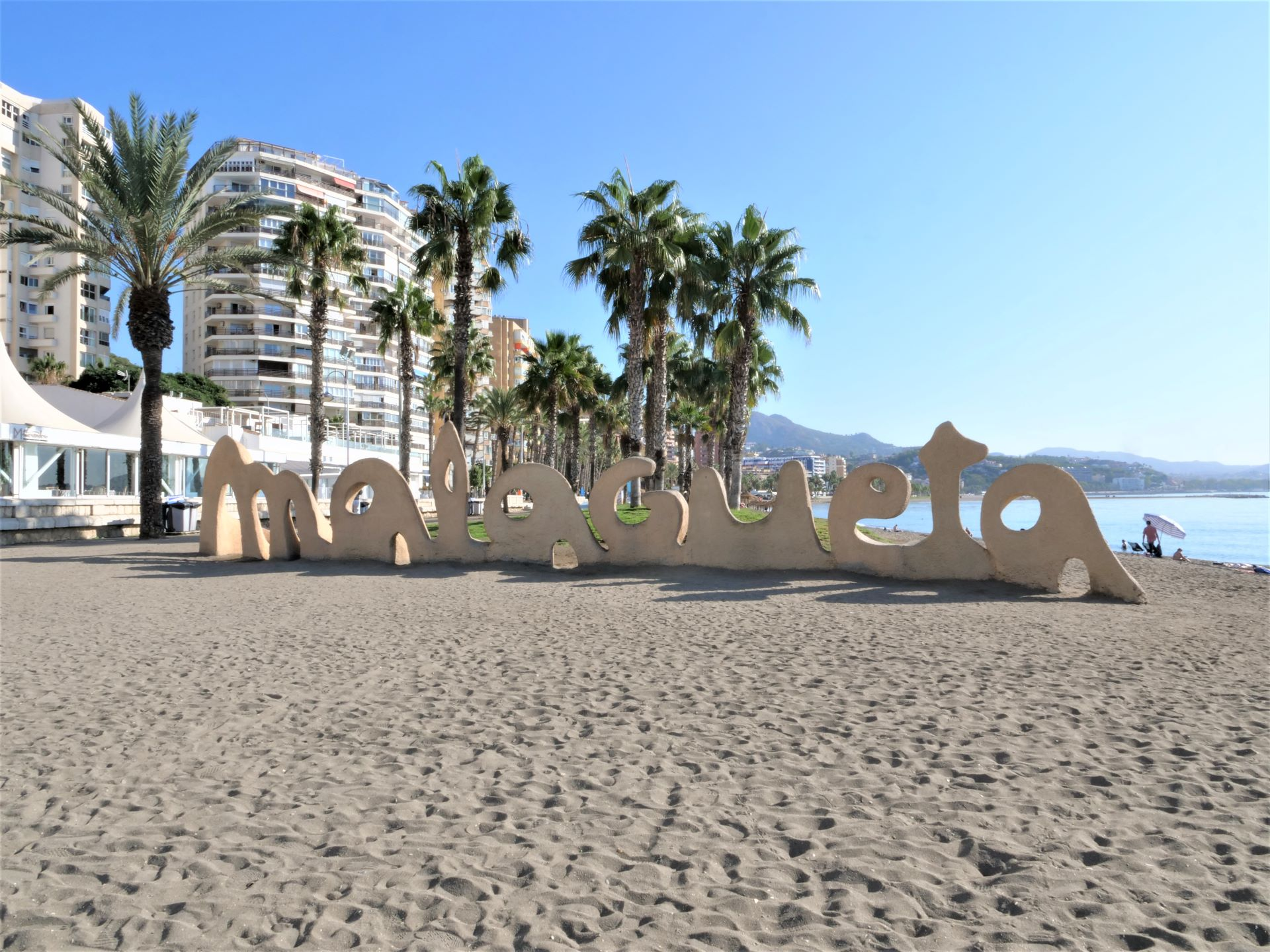
plaża La Malagueta w Maladze

Malaga to stolica hiszpańskiego wybrzeża słońca Costa del Sol. Miasto ma aż 16 plaż. Od wschodu do zachodu są to kolejno: La Araña, Peñón del Cuervo, El Candado, El Dedo, El Palo, Pedregalejo, Baños del Carmen, La Caleta, centralnie położona i najpopularniejsza La Malagueta, San Andres, Huelin, La Misericordia wzdłuż której ciągnie się promenada nadmorska imienia Antonio Banderasa, Sacaba, Guadalhorce należąca do parku przyrody, Guadalmar i San Julian nazywana także plażą Campo del Golf sąsiadująca z miasteczkiem Torremolinos.

## Atrakcje turystyczne
- Alcazaba – ruiny twierdzy, wybudowanej przez Rzymian i przebudowanej w IX w.przez Maurów. Wewnątrz muzeum archeologiczne. Tuż obok ruiny teatru rzymskiego[11].
- Zamek Gibralfaro – „góra z latarnią morską”, ruiny zamku z XIV w.[12]
- Teatr rzymski w Maladze – został ufundowany w I wieku p.n.e. podczas panowania cesarza Augusta. Na pierwsze elementy teatru rzymskiego natrafiono przypadkiem w 1951 roku, ma 31 metrów długości oraz 16 metrów wysokości[13]
- Katedra w Maladze, budowana z przerwami od 1528 do 1783, lecz nie ukończona. Olbrzymie wnętrze ma wymiary 117×72 m, a wysokość wszystkich trzech naw wynosi 48 m. Najcenniejszym elementem są stalle chóru z 42 posągami świętych, dzieło wielu artystów.
- Kościoły: S. Bartolomé z XI w., Nuestra Señora de la Victoria z XV w., Santuario de Nuestra Señora de la Victoria z XVI w., Nuestra Señora del Carmen oraz liczne barokowe kościoły i pałac biskupi z XVIII w.
- Muzeum Sztuk Pięknych, dom, w którym urodził się Pablo Picasso.
- El Caminito del Rey, szlak pieszy ciągnący się wzdłuż stromych ścian wapiennego wąwozu w parku narodowym Desfiladero de los Gaitanes

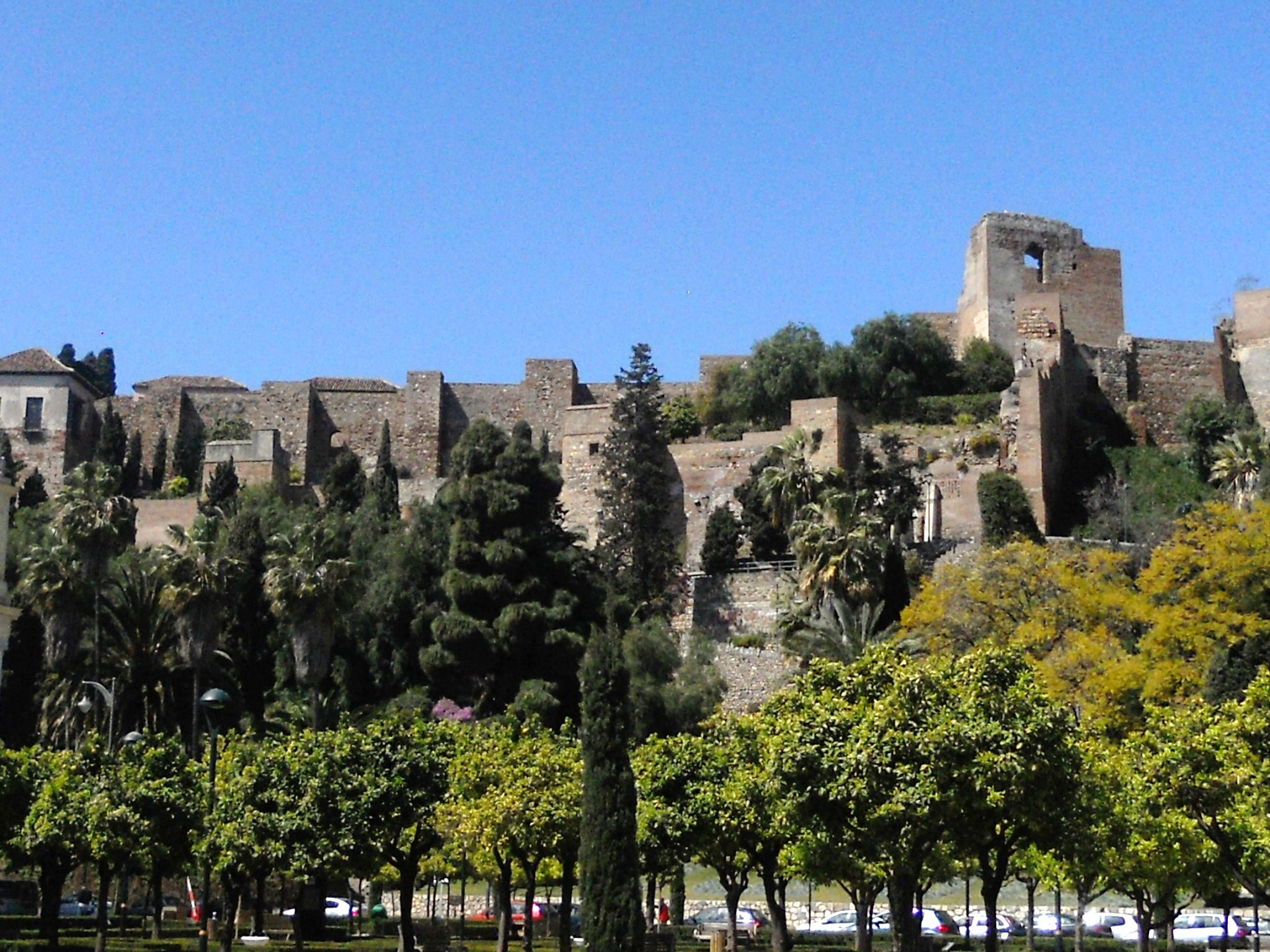
Alcazaba
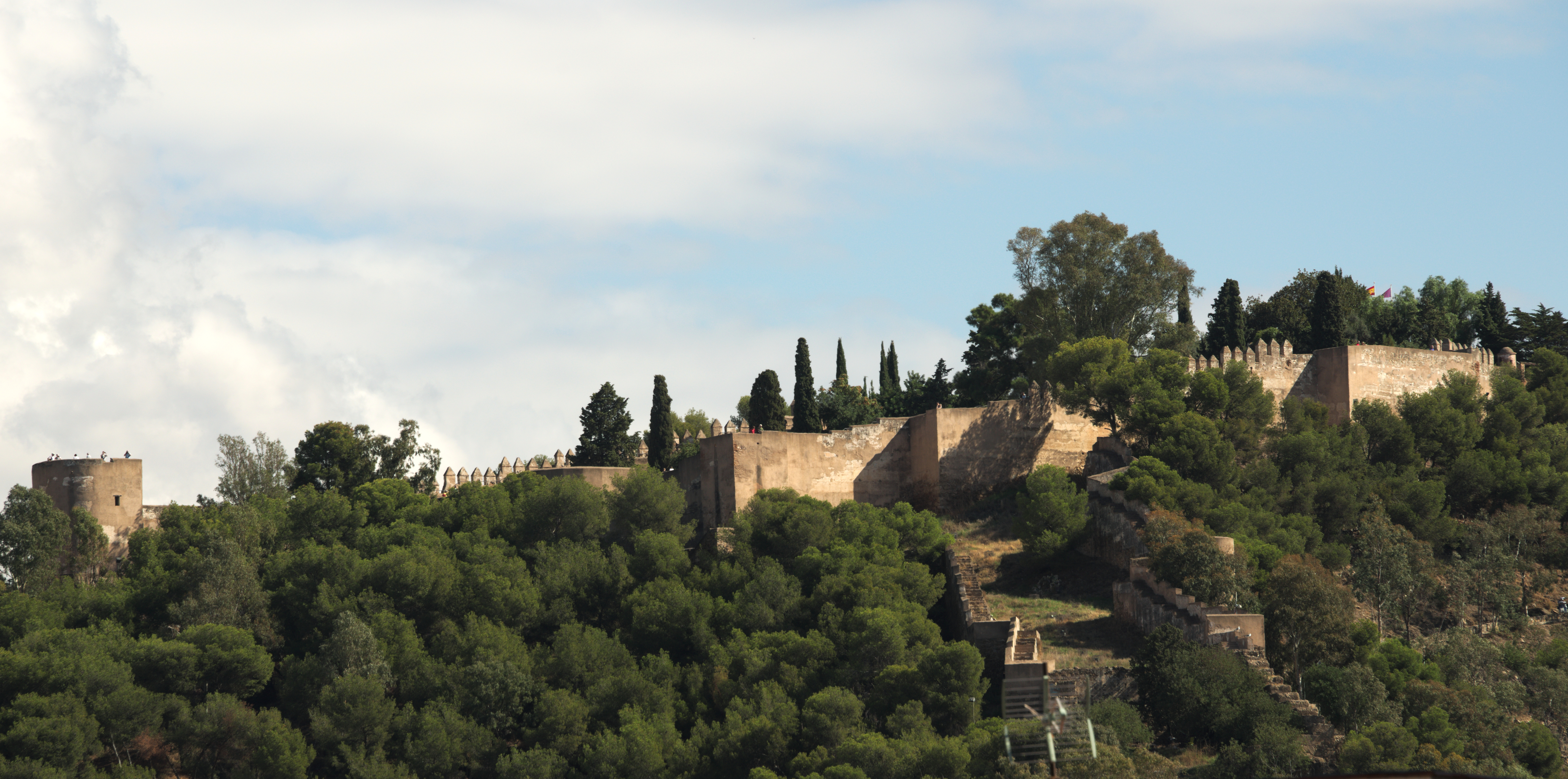
Zamek Gibralfaro
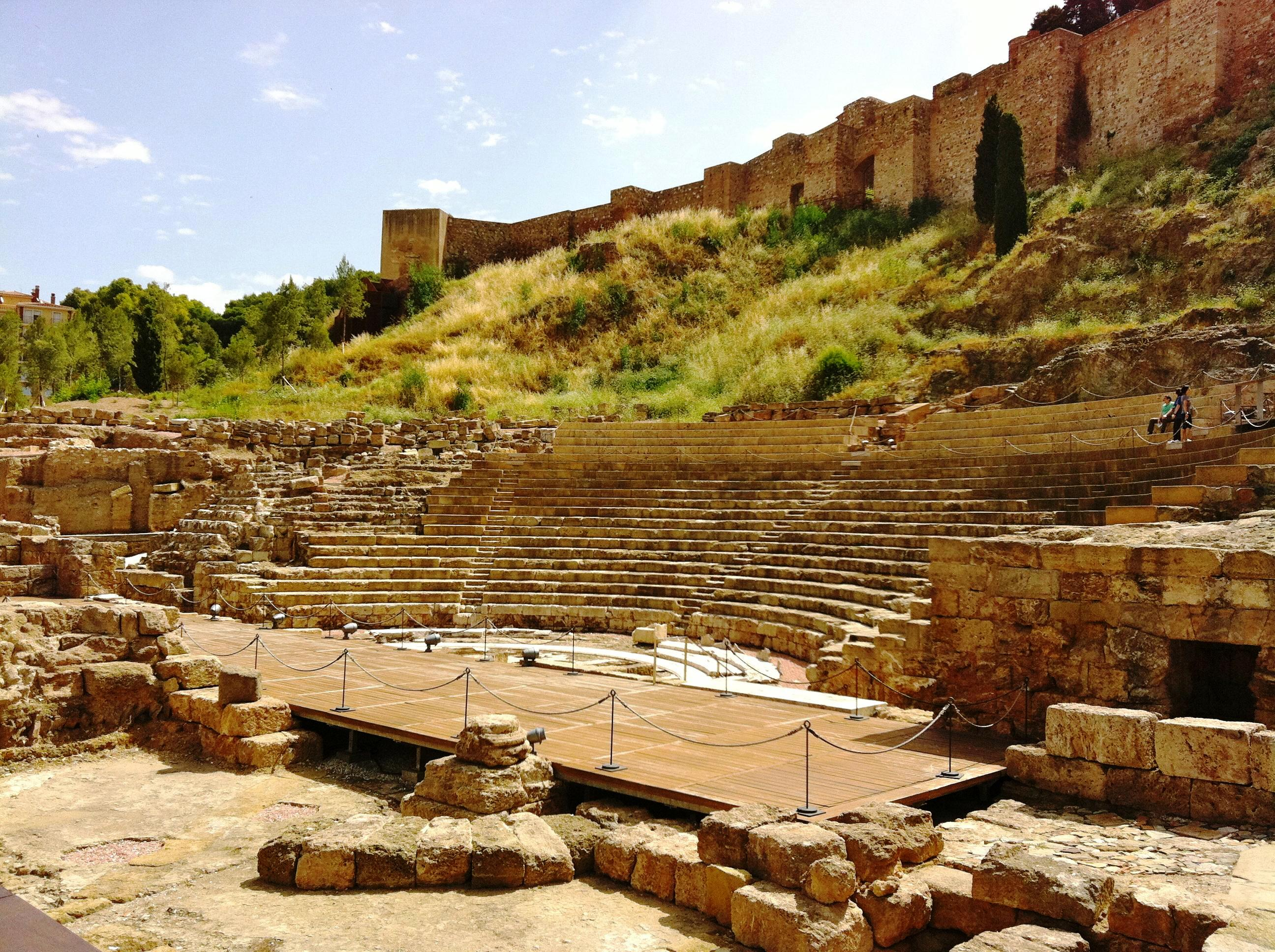
Teatr rzymski
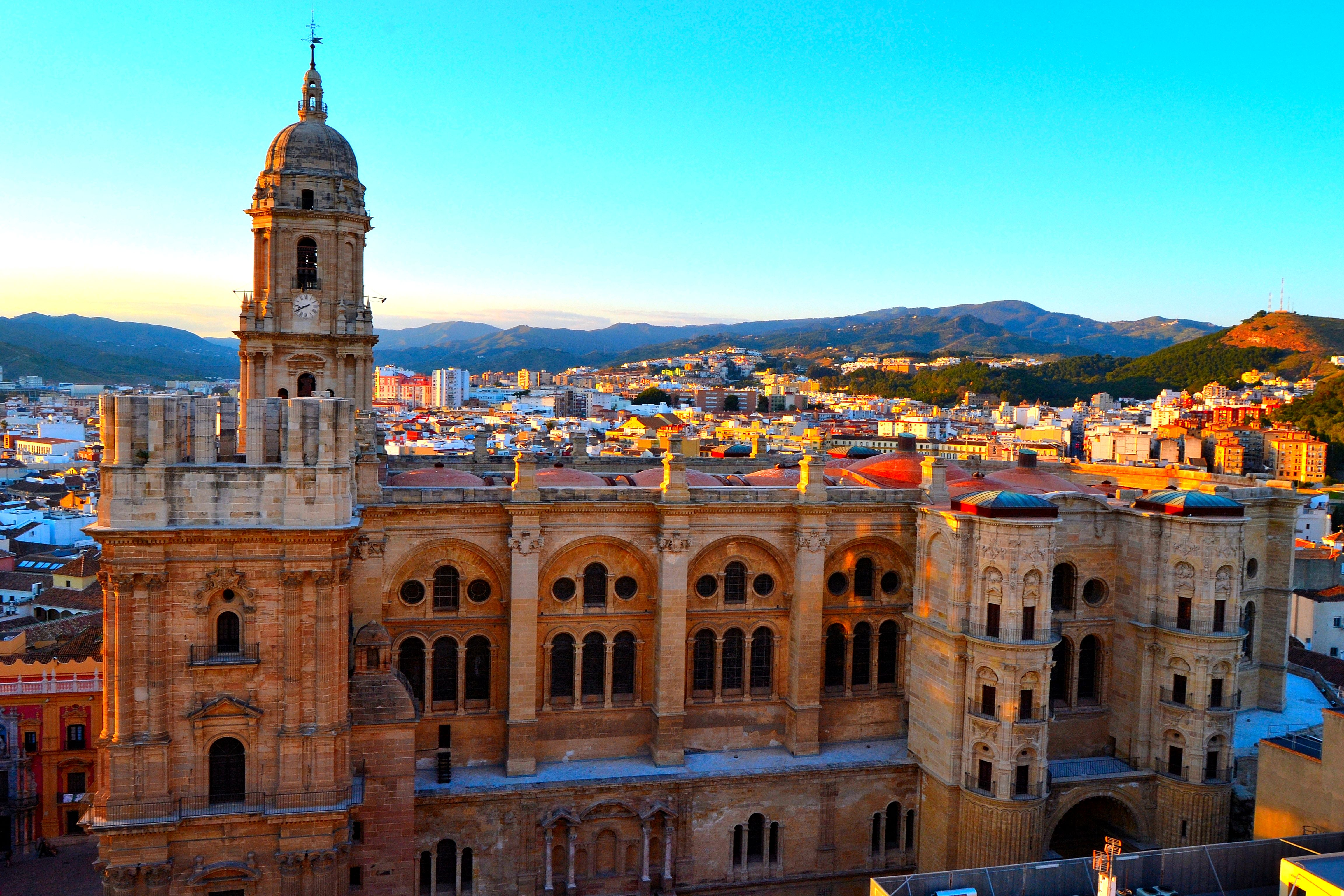
Katedra

## Demografia
Jest szóstym co do wielkości miastem Hiszpanii (po Madrycie, Barcelonie, Walencji, Sewilli i Saragossie), z liczbą ludności na poziomie 574 654 mieszkańców. Metropolia liczy 1 001 680 mieszkańców na obszarze 817,4 km² przy gęstości zaludnienia na poziomie 1226 os./km² (2020), obejmując oprócz gminy Malagi także Mijas, Fuengirola, Torremolinos, Benalmádena, Rincón de la Victoria, Alhaurín de la Torre i Cártama. W latach 2001–2011 nastąpił wzrost ludności o 190 783 osób, co stanowi wzrost o 25%. Jednakże obszar zespołu miejskiego rozrasta się dalej na zachód, powiększając populację o dodatkowe 225 609 mieszkańców na powierzchni 399,8 km² (Marbella, Estepona, Benahavís) oraz na wschód, powiększając populację o dodatkowe 91 967 mieszkańców na powierzchni 173,4 km² (Vélez-Málaga, Algarrobo, Benamocarra).
Rozwój populacji centrum administracyjnego Malagi (1842–2011)

## Gospodarka
Ośrodek finansów oraz przemysłu stoczniowego, chemicznego, włókienniczego i budowlanego. Dzięki łagodnemu klimatowi na równinie Hoja de Malaga uprawia się pomarańcze, banany, figi, bawełnę, trzcinę cukrową oraz winorośl (wino malaga i rodzynki).
W rankingu  InterNations Expat Insider 2020, Malaga zajęła szóste miejsce na świecie wśród najlepszych miast dla przyjezdnych.
W rankingu opublikowanym przez Globalization and World Cities Research Network, Malaga została sklasyfikowana w V kategorii (sufficiency level cities) miast o znaczeniu globalnym.

## Transport
Miasto jest obsługiwane przez port lotniczy Malaga oddalony 6 km na południowy zachód od centrum. Działa tu kilka stacji kolejowych, w tym główny dworzec prowincji – Málaga-María Zambrano z koleją dużych prędkości.
W mieście funkcjonuje morski port Malaga.

## Sport
- Málaga CF, klub piłkarski
- Baloncesto Málaga, klub koszykarski

## Gastronomia

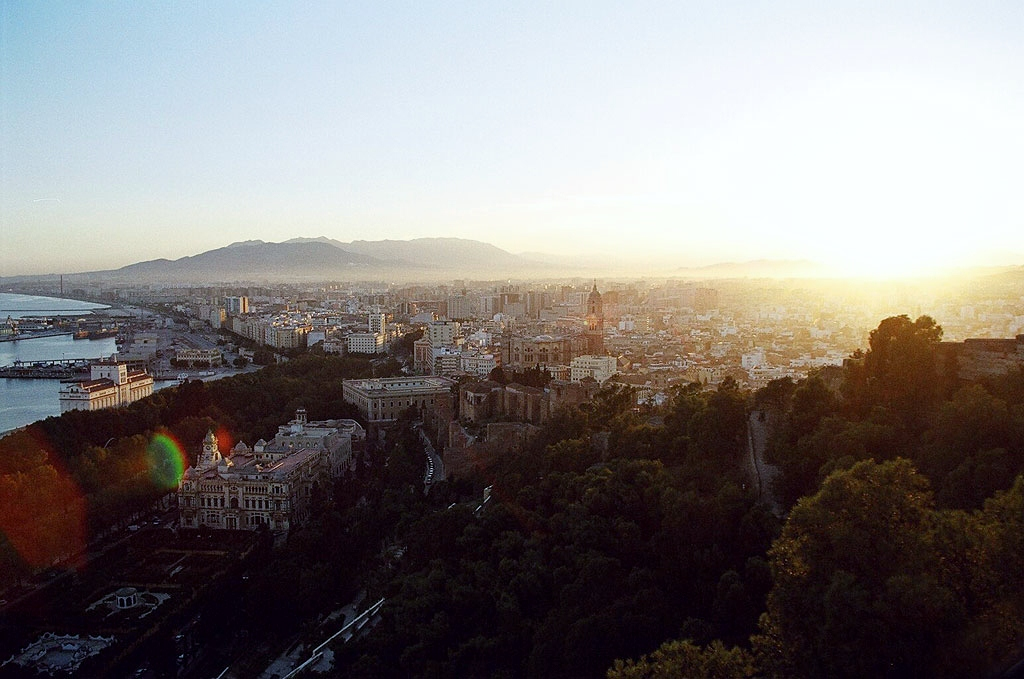
Zachód słońca nad Malagą

Jako że Malaga jest jednym z ważniejszych hiszpańskich portów rybackich, tutejsza kuchnia opiera się w znacznym stopniu na darach Morza Śródziemnego – sardelach, barwenach, ostrobokach, ośmiornicach, kalmarach oraz innych rybach i owocach morza. W lokalnych potrawach znajdziemy jednak też obfitość świeżych warzyw i owoców, a także dziczyzny. Mówiąc o kuchni nie sposób nie wspomnieć o słynnym na cały świat winie typu malaga, produkowanym głównie z winogron typu Pedro Ximénez oraz Moscatel.
Niektóre typowe potrawy miejscowej kuchni:
- ensalada malagueña – sałatka z gorzkich pomarańczy
- pescaíto frito – różne gatunki ryb i owoców morza obtoczone w mące i smażone w głębokiej oliwie, podawane z kawałkami cytryny
- sopa malagueña – z omułków, krewetek, pomidorów, cebuli, papryki, ziemniaków, z makaronem, szafranem, pietruszką i przyprawami

## Miasta partnerskie
- Manila, Filipiny
- Melbourne, Australia
- Al-Ujun, Sahara Zachodnia
- Faro, Portugalia
- Mobile, USA
- Pasawa, Niemcy
- Sur, Liban
- Guadalajara, Meksyk